# Ако утрото настъпи
Ако утрото настъпи (на английски: If Tomorrow Comes) е криминален роман от 1985 г. на американския писател Сидни Шелдън. Сюжетът проследява историята на Трейси Уитни, обикновена жена, натопена от мафията и пратена в затвора, както и последвалият ѝ стремеж към отмъщение към тях и по-късния ѝ живот като измамница. Романът е адаптиран в телевизионен минисериал от три части със същото име през 1986 г.

## Сюжет
Внимание:  Текстът по-долу разкрива сюжета на произведението (или части от него)!
Трейси е успешен банков служител във Филаделфия, сгодена за богат наследник, чието дете носи. Майка ѝ се самоубива, след като е измамена от мафията в Ню Орлиънс и е затънала в дългове. С пистолет, Трейси се опитва да изплаши измамника Джо Романо, за да признае невинността на майка ѝ, но той се опитва да я изнасили и е ранен в борбата. Адвокатът ѝ я убеждава, че ще получи много по-кратка присъда, ако се признае за виновна, но съдията я осъжда на 15 години в затвора за жени в Южна Луизиана и тя разбира, че и съдията, и адвокатът работят за шефа на Романо, мафиота Дон Антъни Орсати. Заради това че Трейси отива в затвора, нейният работодател и годеникът ѝ изоставят нея и нероденото ѝ дете, което тя помята заради ужасното насилие, което търпи от затворниците.
Трейси решава да отмъсти на всички мъже, които са съсипали живота ѝ. Тя получава официално помилване след като спасява живота на дъщерята на надзирателя. Трейси използва банковите си познания, за да пренасочва големи суми в сметката на Романо, правейки да изглежда така, сякаш той планира да напусне страната, а Орсати го вкарва в затвора заради очевидното му предателство. След това тя кара гаджето на една от съквартирантките си да подхвърли доказателства в дома на адвоката, така че да изглежда сякаш той мами Орсати на карти и Орсати му дава урок. Докато съдията е в Русия, Трейси му изпраща кодирани писма, които го уличават като шпионин, и той е осъден на 14 години тежък труд в Сибир. Тя дебне бившия си годеник и новата му съпруга, но решава, че изглеждат толкова отегчени и нещастни един от друг, че няма нужда от допълнително наказание.
Заради криминално ѝ досие обаче, кариерата на Трейси е приключена и тя неохотно се впуска в престъпния живот, осъзнавайки че ѝ харесва да краде, особено от тези, които си го заслужават. Докато извършва престъпления из цяла Европа и бива преследвана от ФБР, Интерпол и федералната полиция, Трейси се влюбва в един от съзаговорниците си – Джеф Стивънс, и те планират да заживеят в Бразилия, отказвайки се от престъпния им живот, харчейки печалбите си. Но в самолета Трейси се озовава до богатия престъпник Максимилиан Пиерпонт, който проявява силен интерес към нея и читателят е оставен в неведение дали тя ще се опита да открадне и от него.

## Герои
- Трейси Уитни – главната героиня, бивша банкерка, натопена и изпратена в затвора. След освобождението си, след редица неуспешни опити да си осигури работа, тя неохотно се превръща в измамник. Скоро тя става една от най-добрите в света.
- Джеф Стивънс – измамник и гадже на Трейси
- Джо Романо – член на мафията в Ню Орлиънс. Работи за мафиота дон Антъни Орсати
- Антъни Орсати – шефът на мафията в Ню Орлиънс